# Bevacizumab

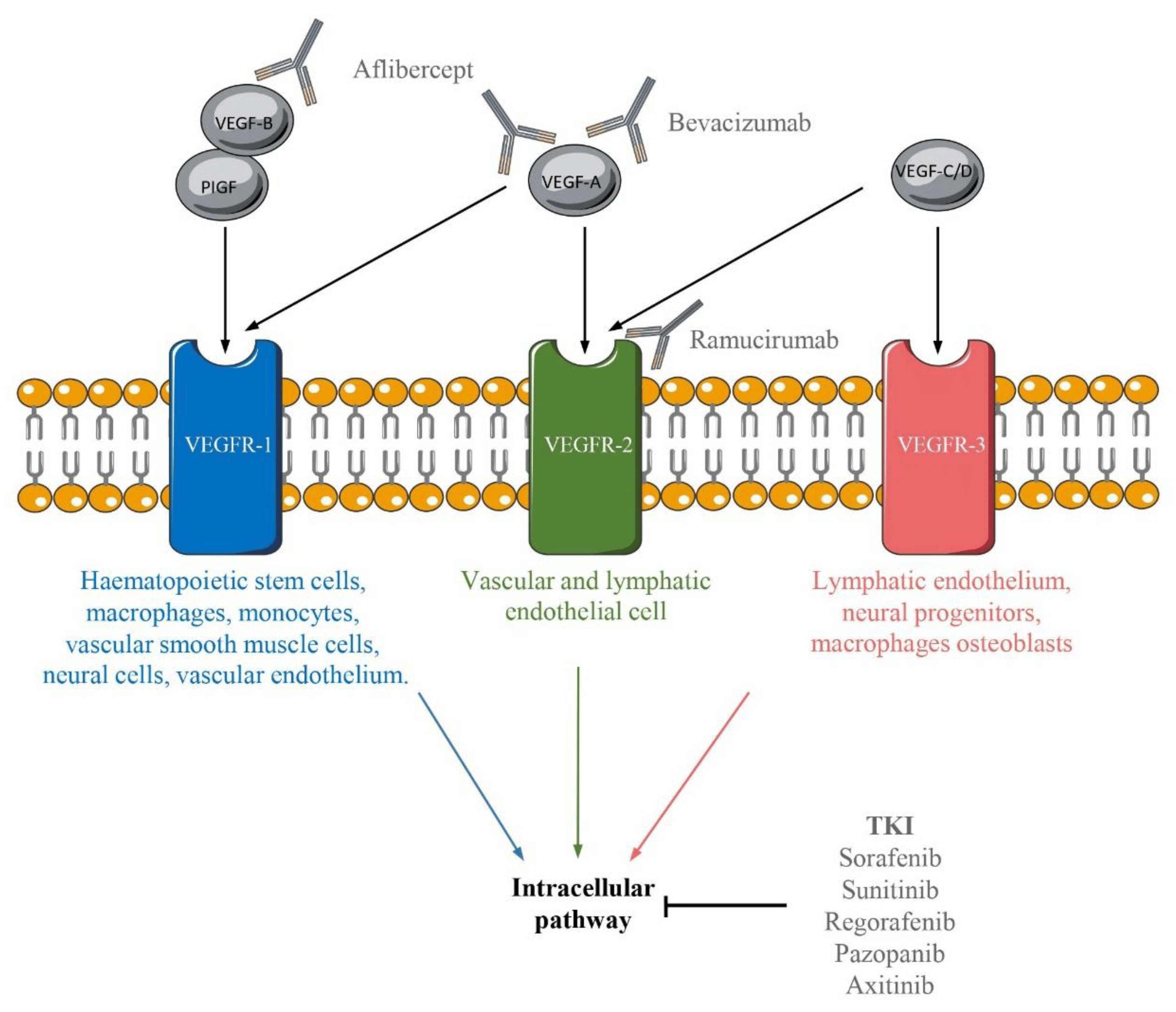
Weergave van de verschillende bindingen tussen VEGF/VEGFR en de moleculen die hun signaalroutes remmen

Bevacizumab (Avastin, Genentech/Hoffmann-La Roche) is een monoklonale antistof een vorm van kankerimmunotherapie die werkzaam is tegen vascular endothelial growth factor (VEGF). Het wordt ingezet als angiogeneseonderdrukker bij de behandeling van kanker om de aanleg van nieuwe bloedvaten (angiogenese) te onderdrukken. Bevacizumab was de eerste klinisch beschikbare angiogeneseonderdrukker in de VS.
Bevacizumab is toegelaten door de Amerikaanse Food and Drug Administration (FDA) voor gemetastaseerde kanker. In 2004 werd het middel toegelaten voor combinatie met standaard chemotherapie voor gemetastaseerde (dikke)darmkanker en een vorm van longkanker. In 2008 werd het middel toegelaten door de FDA voor toepassing bij borstkanker hoewel dit tegen de aanbeveling van het adviesorgaan indruiste die stelde dat het middel weliswaar de tumorgroei remde maar de levensverwachting niet verlengde.
De stof is opgenomen in de lijst van essentiële geneesmiddelen van de WHO.

## Off-label gebruik
Ook het  off-label gebruik van bevacizumab bij de behandeling van neovasculaire (natte) leeftijdsgebonden maculadegeneratie wordt door het CVZ in een rapport als voorkeur opgegeven. In 2012 werd dit standpunt aangescherpt. In een vergelijkend onderzoek met ranibizumab, Lucentis® bleek het effect van beide geneesmiddelen gelijkwaardig.
Dit niet-geregistreerde gebruik van bevacizumab wordt om kostenoverweging door CVZ nu zelfs gepropageerd bij de behandeling van neovasculaire (natte) leeftijdsgebonden maculadegeneratie ten koste van het geregistreerde ranibizumab. In een Cochrane review bleken beide middelen even veilig.

## Waarschuwing na registratie
Op 27 mei 2013 moest fabrikant Roche een waarschuwing doen uitgaan wegens gevallen van levensbedreigende necrotiserende fasciitis.